# دفع مسبق
دفع مسبق  (بالإنجليزية: Advance Payment)‏ هو دفع جزء من مبلغ متعاقد عليه مسبقًا عن توريد بضاعة أو خدمات، بينما الفاتورة ترسل إلى المشتري بعد توريد البضاعة أو الخدمات.
ويعني الدفع المسبق أيضًا مبلغًا من المال يدفع قبل استحقاقه أو قبل أنتهاء الخدمات المتعاقد عليها. ومثال على ذلك: المترجم الذي يقوم بترجمة كتاب يمكن أن يتعاقد على استلام جزء معين من أتعابه مقدمًا، وكذلك المقاول الذي يطلب دفع جزء من المال عند بدء تنفيذ المقاولة لمساعدته على تجهيز احتياجات المقاولة. وتسمى مصروفات مسبقة (بالإنجليزية: Prepaid Expense)‏.